# 1994-es magyar labdarúgó-szuperkupa
Az 1994-es magyar labdarúgó-szuperkupa a szuperkupa 3. kiírása volt, amely az előző szezon első osztályú bajnokságának és a magyar kupa győztesének évenkénti mérkőzése. A találkozót 1994. augusztus 3-án a Vác FC-Samsung és a Ferencváros játszotta.
A trófeát a ferencvárosi csapat hódította el, ezzel ők lettek a magyar szuperkupa harmadik kiírásának a győztesei. A zöld-fehér csapat immáron második alkalommal nyerte meg a szuperkupát.

## Résztvevők
A mérkőzés két résztvevője a Vác FC-Samsung és a Ferencváros volt. A váci csapat 1994-ben története első bajnoki címét szerezte meg. Ez mindmáig a klub egyetlen bajnoki aranya. A ferencvárosiak tizenhetedik magyar kupa sikerüket aratták a Kispest-Honvéd elleni kétmérkőzéses fináléban.

## A mérkőzés
| 1994. augusztus 3. 19:00 |

| Vác FC-Samsung                              | 1–2   | Ferencváros                    |
| ------------------------------------------- | ----- | ------------------------------ |
| Füle 87' Nyilas 29' Gyöngyösi 51' Aczél 56' | (0–0) | Páling 53' Simon 88' Telek 37' |

| Népstadion, Budapest Nézőszám: 8 000 Játékvezető: Hartmann Lajos (magyar) |

| VÁC FC-SAMSUNG: |                 |         |
|                 |                 |         |
| K               | Koszta János    |         |
| V               | Gyöngyösi       | 51' 66' |
| V               | Aczél Zoltán    | 56'     |
| V               | Aranyos Imre    |         |
| V               | Puglits Gábor   |         |
| KP              | Nyilas Elek     | 29'     |
| KP              | Nagy Tibor      |         |
| KP              | Sallai Tibor    |         |
| KP              | Romanek János   |         |
| CS              | Dzurják József  |         |
| CS              | Bánföldi Zoltán | 66'     |
| Cserék:         |                 |         |
| V               | Víg Péter       | 66'     |
| CS              | Füle Antal      | 66' 87' |
| Edző:           |                 |         |
| Csank János     |                 |         |

| FERENCVÁROS: |                      |         |
|              |                      |         |
| K            | Szeiler József       |         |
| V            | Simon Tibor          | 88'     |
| V            | Telek András         | 37'     |
| V            | Szekeres Tamás       |         |
| V            | Páling Zsolt         | 53' 79' |
| KP           | Lipcsei Péter        |         |
| KP           | ifj. Albert Flórián  |         |
| KP           | Czéh László          |         |
| KP           | Keller József        |         |
| CS           | Kenneth Christiansen |         |
| CS           | Goran Kopunović      | 56'     |
| Cserék:      |                      |         |
| V            | Hrutka János         | 79'     |
| CS           | Eugen Neagoe         | 56'     |
| Edző:        |                      |         |
| Novák Dezső  |                      |         |

## Lásd még
- 1993–1994-es magyar labdarúgó-bajnokság (első osztály)

## Külső hivatkozások
- A Magyar Labdarúgó-szövetség hivatalos honlapja (magyarul)
- A mérkőzés adatlapja a magyarfutball.hu-n (magyarul)
- Az ftc.hu beszámolója a mérkőzésről (magyarul)
- A tempofradi.hu beszámolója a mérkőzésről (magyarul)